# 中國人民對外友好協會
中國人民對外友好協會（英語：Chinese People's Association for Friendship with Foreign Countries），簡稱對外友協，成立于1954年5月3日，是受中華人民共和國政府領導的，從事民间外交工作的人民團體。現任會長是杨万明。

## 沿革
1954年，由十个全国性的社会团体联合发起成立，最初称中国人民对外文化协会（简称“对外文协”）。第一届中国人民对外文化协会理事，大部分是学界名流，如郭沫若、赵朴初、马寅初、茅盾、曹禺、老舍、夏衍、田汉、丁西林、贺绿汀 、马思聪 、梅兰芳、黄现璠、焦菊隐、阳翰笙、周扬、胡愈之、范长江、竺可桢、钱端升、钱伟长、华罗庚等等。
1966年改称中国人民对外文化友好协会。1969年起改用現在的名稱中國人民對外友好協會。
總部位於北京市东城区台基厂大街1号，在中國各省市、自治區、直轄市及部分市、区、县设有地方对外友好协会。该协会经费来自中华人民共和国政府撥款，其工作人员参照《中华人民共和国公务员法》管理。

## 使命
- 同各国对华友好组织、社会团体和各界人士发展友好合作关系。
- 开展对外民间文化交流。派出和接待民间文化艺术团体和文艺界人士，进行友好访问，举办演出和展览。
- 受政府委托，协调、管理中国各地同外国建立和发展友好城市关系的工作。
- 作为在联合国有咨商地位的非政府组织，积极参加联合国及其他国际组织的交流活动。

## 机构设置
对外友协机关设置下列机构：

### 内设机构
- 办公厅
- 东亚工作部
- 亚非工作部
- 欧亚工作部
- 美大工作部
- 友城工作和文化交流部
- 机关党委（人事工作部）

### 直属事业单位
- 中国国际友好城市联合会
- 中国友好和平发展基金会
- 机关服务中心
- 民间外交战略研究中心

### 主管社会团体
地区友协
- 中国-拉丁美洲和加勒比友好协会
- 中国非洲友好协会
- 中国阿拉伯友好协会
- 中国欧盟协会
- 中国东盟协会
- 中国大洋洲友好协会
- 中国中亚友好协会

国别友协
- 中国俄罗斯友好协会
- 中国印度友好协会
- 中国巴基斯坦友好协会
- 中国保加利亚友好协会
- 中国波兰友好协会
- 中国朝鲜友好协会
- 中国捷克友好协会
- 中国蒙古友好协会
- 中国越南友好协会
- 中国罗马尼亚友好协会
- 中国古巴友好协会
- 中国老挝友好协会
- 中国日本友好协会
- 中国泰国友好协会
- 中国埃及友好协会
- 中国叙利亚友好协会
- 中国德国友好协会
- 中国美国人民友好协会
- 中国马来西亚友好协会
- 中国韩国友好协会
- 中国印尼经济文化社会合作协会
- 中国孟加拉友好协会
- 中国-新加坡友好协会
- 中国尼泊尔友好协会

地方友协
- 北京市人民对外友好协会
- 天津市人民对外友好协会
- 河北省人民对外友好协会
- 山西省人民对外友好协会
- 内蒙古自治区人民对外友好协会
- 辽宁省人民对外友好协会
- 吉林省人民对外友好协会
- 黑龙江省人民对外友好协会
- 上海市人民对外友好协会
- 江苏省人民对外友好协会
- 浙江省人民对外友好协会
- 安徽省人民对外友好协会
- 福建省人民对外友好协会
- 江西省人民对外友好协会
- 山东省人民对外友好协会
- 河南省人民对外友好协会
- 湖北省人民对外友好协会
- 湖南省人民对外友好协会
- 广东省人民对外友好协会
- 广西壮族自治区人民对外友好协会
- 海南省人民对外友好协会
- 重庆市人民对外友好协会
- 四川省人民对外友好协会
- 贵州省人民对外友好协会
- 云南省人民对外友好协会
- 西藏自治区人民对外友好协会
- 陕西省人民对外友好协会
- 甘肃省人民对外友好协会
- 青海省人民对外友好协会
- 宁夏回族自治区人民对外友好协会
- 新疆维吾尔自治区人民对外友好协会
- 新疆生产建设兵团人民对外友好协会

## 历任领导
| 中國人民對外友好協會名誉会长 - 宋庆龄（1980年6月－1981年5月） - 邓颖超（1982年4月－1992年7月） 中國人民對外友好協會會長 - 楚图南（1954年5月－1969年5月） - 王国权（1972年5月－1973年4月） - 柴泽民（1974年6月－1975年8月） - 王炳南（1975年8月－1986年1月） - 章文晋（1986年1月－1989年10月） - 韩叙（1989年10月－1994年5月） - 齐怀远（1994年5月－2000年10月） - 陈昊苏（2000年10月－2011年9月） - 李小林（2011年9月－2020年4月） - 林松添（2020年4月－2023年8月） - 杨万明（2023年8月－） | 中国人民对外友好协会副会长 ...... - 姜江（2020年－） - 袁敏道（2022年－） - 沈昕（2024年1月－） - 卢向东（2025年6月－） 中国人民对外友好协会秘书长 ...... - 孙学庆（2024年－） 中国人民对外友好协会副秘书长 ...... - 张杨斌（2021年－2025年6月） |